# Хоро
Хорото (от гръцки: χορός, хорос – танц; на македонска литературна норма: оро) е колективен народен танц. Характерен е за българския фолклор, както и за други балкански народи.

## Характеристики
Хората се танцуват от неограничен брой участници, но най-малко четирима. Те се подреждат един до друг, като в миналото най-често се залавят за пояса на съседния участник, с дясна ръка зад лявата. Залавянето за ръце първоначално е характерно за Северна България, но постепенно се разпространява, първо в градовете и техните околности. В някои региони на Северозападна и Южна България има хора, наричани плетеница, при които участниците се залавят за ръце през един. Като цяло основните танцови движения при хората се извършват с крака, като при поясното и плетеничното захващане движението на ръцете е много ограничено.
Веригата на хорото обикновено се движи от ляво надясно, като при някои хора може да има временни спирания или връщане наляво. Определени хора, най-често обредни, се наричат леви хора и се движат в обратна посока. Веригата на хорото може да е отворена или затворена, като отворените имат преден и заден край, в които обикновено се потставят опитни танцьори, които определят общата форма на хорото. В някои региони има и къси отворени хора, наричани хора на леса или на прът, които се играят в права линия, която се придвижва не по дължината си, а напречно назад и напред.
По отношение на ритмиката хората могат да бъдат с еднакви стъпки, изпълнявани на музика с равноделен размер, или с прости и удължени стъпки, изпълнявани на неравноделна музика. Първата група включва най-често изпълняваните по-спокойни хора в размер {\displaystyle {\frac {2}{4}}} (рядко в {\displaystyle {\frac {3}{8}}}), които нямат специално наименование. По-характерни са хората в неравноделен ритъм, които често имат повтарящи се наименования: пайдушко, костенско, криво, трижди троп, омер ага за {\displaystyle {\frac {5}{16}}}, дайчово, повърнато, напред-назад, лилино, болна Яна, тропливо, самоковско за {\displaystyle {\frac {9}{16}}}, хайдушко, паница, орханийско, крепко, ламба, криво за {\displaystyle {\frac {11}{16}}}, еленино за {\displaystyle {\frac {7}{8}}} и т.н.

## Български хора
Добруджанска фолклорна област
- Бръсни цървул
- Варненско хоро
- Заруй боб (хоро)
- Лясата (хоро)
- Опас
- Повлекана (хоро)
- Ръка (хоро)
- Сборенка (хоро)

Северняшка фолклорна област
- Ганкино хоро
- Грънчарско хоро
- Дайчово хоро
- Дунавско хоро
- Еленино хоро
- Пайдушко хоро
- Ситно влашко (хоро)
- Шира (хоро)

Шопска фолклорна област
- Граовско хоро
- За пояс
- Йовино хоро
- Петрунино хоро
- Селско шопско хоро
- Четворно хоро
- Шопска ръченица
- Копаница (хоро) или Ганкино хоро
- Самоковско хоро

Тракийска фолклорна област
- Бучимиш (хоро)
- Пазарджишка копаница
- Право хоро
- Тракийска ръченица
- Трите пъти (хоро)

Странджанска фолклорна област
- Нестинарско хоро
- Варимезово хоро

Родопска фолклорна област
- Сворнато хоро

Македонска фолклорна област
- Арап (хоро)
- Гинка (хоро)
- Джангурица (хоро)
- Испайче (хоро)
- Кривото (хоро)
- Малешевско хоро
- Пущено хоро – още Буфско
- Старо банско хоро
- Тежкото
- Ширто (хоро)

Цяла България
- Ръченица (хоро)

## Други
На хорото е наречена улица „Народно хоро“ в квартал „Овча купел“ в София (Карта).